# Greyster

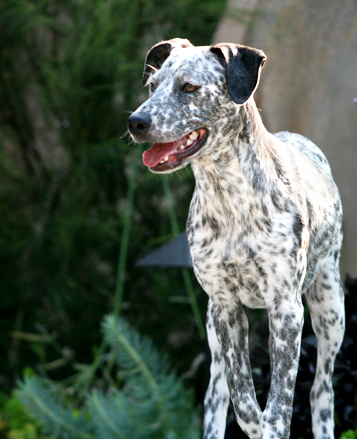
Jeune greyster.

Le Greyster est un type de chien de traîneau et de course (canicross, etc.) issu d'un croisement entre un lévrier Greyhound et un Braque allemand à poil court, principalement utilisé sur courte distance. Il est plus rarement utilisé sur longue distance et est moins adapté aux grands attelages et à la vie en meute que l'Alaskan ou l'Eurohound.
Puissant, robuste et de taille plus importante que les autres chiens d'attelage, il est très utilisé pour les courses n'utilisant qu'un seul ou deux chiens ainsi qu'en canicross, canitrottinette, cani-VTT, kart ou autres sports canins modernes. Il est également très apprécié comme chien de compagnie et comme compagnon pour les pratiquants de course à pied et de VTT.